# Нева (путепровод)
Путепрово́д «Нева́» — путепровод, который соединяет Народную улицу в Невском районе Санкт-Петербурга и Мурманское шоссе во Всеволожском районе Ленинградской области.
Проходит над Окружной линией Октябрьской железной дороги. Путепровод обеспечивает пересечение автомобильным транспортом железнодорожных путей товарной станции Нева в разных уровнях.
Был открыт в конце 1981 года вместе с открытием Мурманского шоссе — федеральной дороги М18, которая связывает город с восточными районами Ленинградской области, Республикой Карелия, Мурманской областью и другими регионами.

## Реконструкция 2007—2009 года
В ноябре 2007 года началась реконструкция путепровода. Она была необходима для решения следующих задач:
- Увеличение пропускной способности Мурманского шоссе и Народной улицы;
- Снижение транспортных задержек и повышение безопасности движения;
- Улучшение экологического состояния городской среды.

| Параметр                                  | Текущее значение   | Проектное значение                                               |
| ----------------------------------------- | ------------------ | ---------------------------------------------------------------- |
| Количество полос для движения             | 4 шириной по 3,0 м | 6 шириной по 3,5 м                                               |
| Полосы безопасности Разделительная полоса | Отсутствуют        | Полосы безопасности по 1,0 м Строительство разделительной полосы |
| Тротуары                                  | 2 тротуара по 3 м  | 2 тротуара по 3 м                                                |

Во время реконструкции южнее путепровода был пристроен двухполосный «дублер», старые пролётные строения сохранены. В итоге путепровод и подходы к нему расширены с четырёх полос движения до шести. Кроме того, было реконструировано пересечение проспекта Большевиков и Народной улицы: Народная улица была расширена в этом месте с 4 полос до 6.
Движение по шести полосам путепровода действует с ноября 2008 года, однако официальное открытие состоялось 19 декабря 2008 года.